# 호흡근
호흡근(呼吸筋, 영어: respiratory muscles, muscles of respiration)은 가슴안(흉강)의 확장과 수축을 도와 들숨과 날숨에 기여하는 근육들이다. 가로막과 바깥갈비사이근은 평상시에 숨을 들이쉴 때(흡기) 작용하여 가슴안의 부피를 늘려, 음압을 형성하고 공기가 들어올 수 있게 만든다. 평상시에 숨을 내쉴 때(호기)는 별다른 호흡근이 작용하지 않으나, 운동 중이거나 일부 병적인 상황에서는 호흡을 보조하는 추가적인 근육들이 작용하여 숨을 내쉬는 것을 돕는다.
이 근육들의 탄력성은 호흡기의 건강과 기능적 능력을 극대화하는 데 매우 중요하다. 호흡근에 분포하는 신경의 이상, 호흡근의 피로, 산소 요구량 증가로 인해 호흡근의 기능이 저하되면 호흡이 힘들어질 수 있다.

## 종류

### 가로막

숨을 쉴 때 가로막의 움직임. 가로막은 빨간색으로 표시되어 있다. 숨을 들이쉴 때 가로막은 수축하며 아래로 납작해져 가슴안 공간이 확장된다. 숨을 내쉴 때는 가로막이 도로 이완하며 가슴안도 다시 좁아진다.

가로막은 호흡을 담당하는 주요 근육으로, 배안(복강)과 가슴안을 분리하는 얇은 돔 모양의 근육이다. 가로막에는 가로막신경(C3-C5)이 분포한다. 숨을 들이쉬는 동안 가로막은 수축하여 중심은 아래쪽으로, 가장자리는 위쪽으로 움직인다. 가로막이 이렇게 움직이면 배안을 압박하고 갈비뼈를 위쪽과 바깥쪽으로 올려 흉강을 확장시킨다. 흉강이 팽창되면 허파로 공기가 들어온다. 반대로 가로막이 이완되면 폐의 탄력 반동이 가슴안을 수축시켜 공기를 폐 밖으로 내보내고 가로막은 도로 돔 모양으로 돌아간다. 가로막은 호흡 이외의 기능에도 관여하는데, 배안내압을 높여 구토물, 대변, 소변을 몸 밖으로 내보내고, 식도가 가로막에 있는 식도구멍을 통과할 때 압력을 가하여 위산 역류를 방지한다.

### 갈비사이근
가로막과 함께 갈비사이근은 호흡기 근육의 가장 중요한 근육이다. 이 근육들은 갈비뼈 사이에 붙어 있으며 갈비뼈 사이의 간격을 조절하는 데 중요하다. 갈비사이근에는 3개의 층이 있다. 바깥갈비사이근은 호흡에서 가장 중요하다. 이들은 두 갈비뼈 사이에서 비스듬히 아래쪽으로 기울어진 섬유를 가지고 있다. 이 섬유의 수축은 각 갈비뼈를 바로 위의 갈비뼈 쪽으로 끌어올리며, 전체적으로 흉곽을 위로 올려 들숨을 돕는다. 갈비사이근에는 갈비사이신경이 분포한다.

### 호흡보조근육

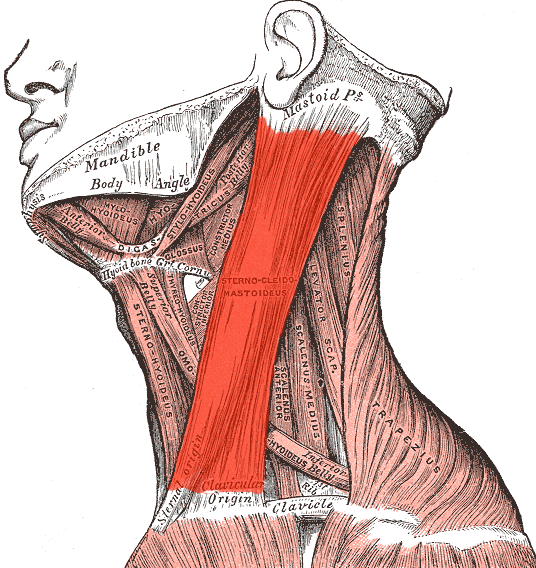
목빗근은 그 구조상 수축했을 때 갈비뼈를 들어올려 들숨에 도움을 준다.
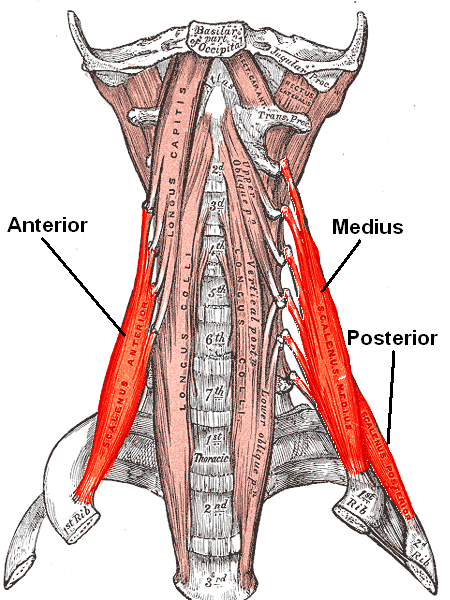
목갈비근도 목빗근과 비슷하게 보조근육의 역할을 한다.

보조근육들은 호흡을 보조하지만 주요 역할은 하지 않는다. 보조근육에 대한 명확한 목록은 없지만 목빗근과 목갈비근(앞, 중간, 뒤)은 일반적으로 수축 시 갈비뼈를 들어올리는 데 도움이 되기 때문에 보조근육에 들어간다. 보조근육이 호흡에 관여하는 정도는 호흡 노력의 정도에 달려 있다. 조용한 호흡 동안 목갈비근은 지속적으로 활동적인 반면 목빗근은 활동적이지 않다. 호흡량이 증가하면 목빗근도 활성화된다. 최대 유속으로 숨을 들이쉴 때 두 근육이 동시에 활성화된다.
위의 목 근육들 외에도 여러 근육이 호흡에 기여한다. 그 예시로는 앞톱니근, 큰가슴근, 작은가슴근, 등세모근, 넓은등근, 엉덩갈비근, 위뒤톱니근, 아래뒤톱니근, 갈비올림근, 가로가슴근 등이 있다. 큰가슴근, 작은가슴근, 등세모근과 같은 어깨와 목, 가슴 위쪽의 근육들은 가슴우리를 들어올려 더 많은 공기가 들어올 수 있게 하므로 주로 흡기의 보조근육이다. 가령 작은가슴근은 이는곳인 셋째, 넷째, 다섯째 갈비뼈를 위로 들어올려 흡기를 보조한다.
보조근육이 작용하는 것은 주된 호흡근인 가로막과 바깥갈비사이근이 작용하여도 부족할 만큼 산소 요구량이 많을 때이다. 산소 요구량이 증가하는 상황에는 격렬한 운동 중이거나, 특정 병적 상황일 때가 있다. 가령 근위축성 측삭경화증(루게릭병, ALS) 환자의 경우 병이 발생한 초기에 보조근육이 작용하여 모자란 산소 요구량을 보상한다. 가슴막실질 탄력섬유증(pleuroparenchymal fibroelastosis, PPEE) 환자에서도 목빗근과 같은 호흡보조근육이 심각한 호흡곤란을 겪고 있는 환자의 환기량을 유지하기 위해서 보조근육이 작용한다. 만성 폐쇄성 폐질환(COPD) 환자의 경우에는 기도가 좁아지거나 폐쇄되어 숨을 내쉬기 힘들어지고, 따라서 호기 시에 폐에 갇혀 있는 공기를 내보내기 위해 더 많은 힘이 필요해지므로 보조근육을 사용할 수 있다. 격렬한 운동 없이 쉬고 있는 동안에도 이 근육들을 사용하는 것은 종종 호흡곤란이나 호흡부전의 징후로 여겨지기도 한다.

### 호기의 근육

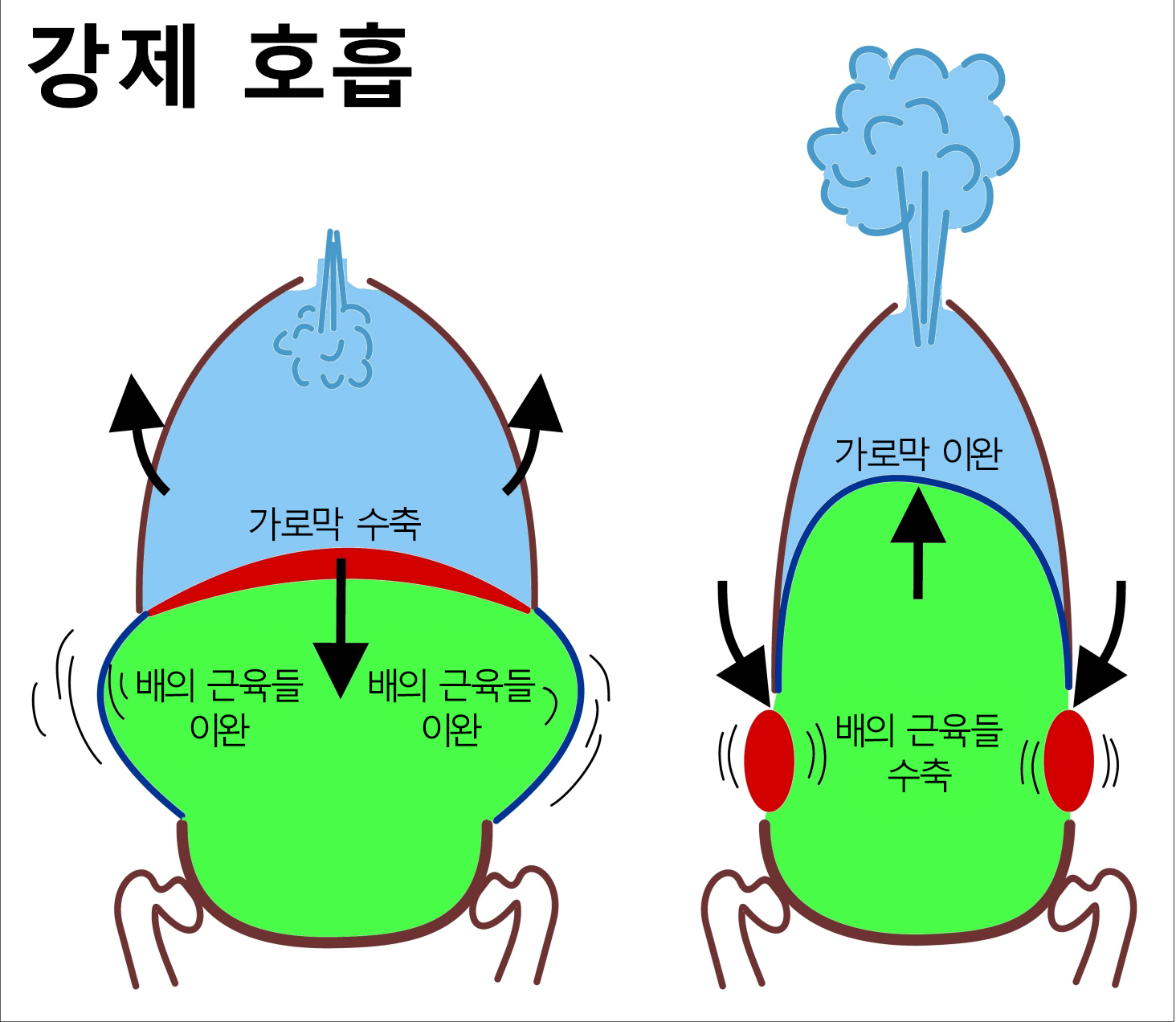
강제 호기 시에는 복근이 수축하여 숨을 강하게 내쉴 수 있도록 만든다.

평상시에 조용히 호흡하는 동안에는 호기와 관련된 근육 수축은 거의 또는 전혀 없다. 이 과정은 단순히 가로막이 이완하고, 폐의 탄력 반동에 의해 폐의 부피가 감소하면서 일어난다. 강제적인 호기가 필요하거나 폐기종과 같이 폐의 탄력이 감소한 경우 배벽 근육(배곧은근, 배가로근, 배바깥빗근, 배속빗근)의 수축에 의해 능동적 호기가 일어날 수 있다. 이들은 수축하면 배의 장기를 가로막 쪽(위쪽)으로 눌러 가슴안의 부피를 줄인다.
속갈비사이근은 갈비뼈에서 다른 갈비뼈까지 아래쪽으로 비스듬히 뒤쪽으로 기울어진 섬유로 이루어져 있다. 따라서 이 근육은 바깥갈비사이근과는 반대로 가슴우리를 낮추는 데 도움을 주어 호기를 보조한다.
운동 중이거나 강제 호기 중일 때는 이런 호기 근육들이 작용한다. 기침을 할 때, 노래를 부를 때와 같은 일부 일상적인 동작을 할 때도 호기 근육이 필수적이다.

## 근섬유
골격근 섬유 중 제1형 근섬유는 수축이 느린 대신 피로에 저항성이 강하고, 제2형 근섬유는 정반대로 수축이 빠르지만 쉽게 피로해진다. 인간의 가로막은 제1형 근섬유와 제2형 근섬유 양이 비슷하고, 이로 인해 가로막은 쉽게 피로해지지 않고 지속적으로 작용할 수 있다. 그러나 이런 근섬유 비율은 훈련, 노화, 약물, 병리적 상황에 의해 변화할 수 있다. 가령 수술 이후 나타나는 폐 관련 합병증과 호흡부전은 영양 부족으로 인한 호흡근의 소실 때문이라고 여겨진다. 속갈비사이근, 바깥갈비사이근, 넓은등근 근섬유의 직경을 조사한 연구에서는 넓은등근보다 두 갈비사이근에서 제1형 근섬유가 더 많이 나타났고, 제2형 근섬유의 직경은 바깥갈비사이근이 가장 작았다는 결론을 냈다. 또한 남성이 여성보다 더 큰 근섬유 직경을 가졌다.
선천성 근병증의 일종인 네말린 근병증이 호흡근의 제2형 근섬유가 결핍되어 나타났다는 연구가 있다. 연구에서는 호흡근의 손상이 호흡부전의 원인이 되었을 것이라고 추정했다. 네말린 근병증이 있는 환자는 ACTA1 유전자 이상으로 인해 알파 골격근 액틴이 제대로 생산되지 못하고, 그 결과 팔다리 근육과 호흡근의 위축이 발생하게 된다.

## 수면 시
잠을 자는 동안에는 일반적으로 상기도를 확장시키는 근육의 근긴장도가 낮아져 상기도의 저항이 증가한다. 상기도 저항이 증가하면 기도는 좁아지며, 이산화탄소가 폐에서 잘 빠져나가지 못하고 잔류하게 된다. 숨을 들이쉴 때 걸리는 부하(load)의 증가, 기도 수축, 수축된 기도로 인해 발생하는 난류, 잔류한 이산화탄소로 인한 고이산화탄소혈증으로 인해 들숨과 날숨에 관여하는 근육 모두가 깨어 있을 때보다 더 활성화된다. 이산화탄소에 대해 가장 민감한 호흡근은 복근이며, 덜 민감한 호흡근은 가로막이다.
수면 무호흡증, 그 중에서도 중추성(central) 수면 무호흡증의 경우 정상적으로는 호흡근을 활성화시키기 위해 뇌에서 보내는 신호가 어떤 이유로 호흡근을 활성화시키지 못했을 때 발생한다. 폐쇄성(obstructive) 수면 무호흡증의 경우 호흡근은 정상이지만 기도가 폐쇄되어 숨이 쉬어지지 않는다.

## 질병 및 손상
호흡근이 손상되는 기전에는 요구 산소량의 증가로 인한 호흡일의 증가, 호흡근 근력의 감소, 호흡수의 증가 등이 있다. 저산소혈증, 고이산화탄소혈증, 노화, 영양실조, 움직이지 못하는 상황 등은 호흡근 손상의 잠재적인 원인이다. 호흡근이 신경 손상, 자가 면역 질환과 같은 원인에 의해 각종 신경근 질환이 발생하여 위축되고 제 기능을 하지 못하게 되면 제2형 호흡부전의 원인이 될 수 있다. 제2형 호흡부전으로 인해 일회호흡량이 감소하면 차례로 기체 교환이 감소하므로 동맥혈 혈중 산소 분압이 감소함과 동시에 이산화탄소 분압이 증가한다. 이렇게 호흡근 위축으로 인해 이산화탄소 분압이 증가하면 호흡성 산증의 원인이 된다.
호흡근 위축을 일으키는 질병에는 근위축성 측삭경화증, 길랭-바레 증후군, 근디스트로피, 중증 근무력증, 근병증 등이 있다. 각각의 질병이 호흡부전을 일으키는 이유는 다르다. 가령, 길랭-바레 증후군은 호흡근에 분포하는 신경의 손상으로 인해, 근병증에서는 호흡근 자체에 병적 상태가 발생해서 호흡부전을 일으킨다. 근디스트로피의 경우 원위근디스트로피, 얼굴어깨위팔근디스트로피, 뒤센근디스트로피 등에서 호흡근의 위축이 나타난다. 호흡근이 위축되면 기침을 하기 힘들어져 호흡기 감염의 위험성이 증가하고, 단순한 감기도 빠르게 폐렴으로 진행할 수 있다. 호흡근에 피로가 누적되어도 제2형 호흡부전의 원인이 될 수 있다. 이 경우 신경 신호가 정상적으로 전달되고 가슴벽 역시 정상적으로 움직이지만 호흡근이 더 이상 충분한 가슴안내압을 만들지 못하여 호흡이 힘들어진다.
특정 물질이 축적되어 호흡근에 문제가 생길 수도 있다. 상염색체 열성 유전 질환인 폼페병은 리소좀 내에 비정상적인 글리코겐이 축적되어 근육을 위축시키는 질환이다. 글리코겐이 잘 축적되는 부위에는 가로막이 있으며, 주요 호흡근인 가로막이 침범되면 호흡부전으로 이어질 수 있다. 기계환기 중인 환자에서는 기계환기로 인한 가로막 기능 장애(ventilator-induced diaphragm dysfunction, VIDD)가 발생할 수 있다. 이 병리적 상황에서는 주로 미토콘드리아에 가해지는 산화 스트레스로 인해 가로막의 위축이 발생하고, 이로 인해 인공호흡기를 제거하기 힘들어지며 예후와 사망률에도 영향을 미친다. 이런 현상이 발생하는 기전이 완전히 이해된 상태는 아니지만, 가로막에 지질이 축적되는 것이 중요하다고 여겨진다.
한편, 어떤 이유에서든지 쇼크가 발생해 몸이 혈압을 유지하지 못해 제대로 혈액을 공급하지 못하게 되면서 호흡근으로 관류되는 혈액량이 감소하면(hypoperfusion), 호흡근이 이를 보상하기 위해 과도하게 많은 양의 산소를 사용하게 되면서 호흡부전으로 이어질 수 있다. 이런 유형의 호흡부전을 제4형 호흡부전으로 부르기도 한다. 기계환기를 통해 지나치게 부하가 걸린 호흡근의 부담을 줄일 수 있다.

### 수술
수술로 인해 호흡근의 기능이상이 발생하기도 하는데, 이러한 기능이상이 발생하는 기전은 다양하다. 발생 기전에는 절개로 인한 호흡근의 통합성 상실, 근수축에 영향을 미치는 신경근 차단제 같은 마취제, 가로막신경의 반사 소실, 수술후 통증 등이 있다. 기능이상이 발생한 결과 폐활량(VC), 일회호흡량(VT), 총폐용량(TLC)의 감소가 나타나면서 기침이 잘 나오지 않게 된다. 이로 인해 무기폐가 발생하는 경우 기능잔기용량(FRC)이 줄어들며 환기 관류 불균형이 증가한다. 호흡근의 통증이나 진정, 부하 증가 등의 요인으로 인한 저환기 상태가 더해질 경우 환기 관류 불균형으로 인해 저산소증이 발생해 환자의 상태에 큰 영향을 미칠 수 있다. 상복부 수술로 인한 호흡근(특히 가로막)의 기능이상은 무기폐와 폐렴과 같은 수술후 폐 합병증의 주된 원인이라고 널리 알려져 있다. 또한 무기폐는 환자에게 치명적인 폐 감염의 위험 인자이다. 따라서 수술 후 호흡근의 손상은 환자의 입원 기간을 연장시키며, 환자를 호흡부전이나 심각하게는 사망에까지 이르게 할 수 있다. 호흡근의 기능이상은 가슴벽이나 배벽 근육을 절개하는 수술, 개복술, 심지어는 복강경 수술 이후에 관찰되기도 한다. 수술전 호흡근 훈련을 통해 이러한 수술후 폐 합병증을 줄일 수도 있다.

## 재활
호흡재활의 일환으로 호흡근을 훈련할 수 있다. 특히 흡기 시의 호흡근을 훈련하는 것은 호흡근의 근력과 근지구력을 증가시켜, COPD와 같은 질병을 앓는 환자에게 호흡곤란 감소, 삶의 질 개선, 운동 능력 증가 등 여러 이득이 있다. 호흡근 재활은 집중치료실에서 오랫동안 기계환기로 숨을 쉬어와 호흡근이 위축된 환자들에게 중요하다. 또한, 인공호흡기로 호흡하던 환자가 인공호흡기를 제거하는 데 걸리는 시간도 줄일 수 있는 것으로 알려져 있다. 그러나 재활을 위해서는 집중치료실의 환자가 깨어 있어야 하며, 훈련에 적극적으로 참여해야 한다는 문제도 있다.

## 다른 동물들에서
사람이 아닌 동물의 호흡근에는 빠르게 수축하는 대신 피로에 저항성이 작은 제2형 근섬유가 사람에 비해 적다. 이 경우 제2형 근섬유를 재채기나 기침을 할 때와 같이 추가적으로 강하게 호흡근이 작용해야 할 때만 사용하고, 평상시의 정상적인 호흡을 할 때는 그보다 수축 속도는 느리지만 피로 저항성이 큰 제1형 근섬유만 사용한다.
한 연구는 미시시피악어(Alligator mississippiensis)에서 엉덩갈비근이 온도가 올라갔을 때와 같은 특정 조건에서 호기 시 호흡을 보조하는 기능을 한다는 것을 발견했다. 엉덩갈비근은 가슴우리를 뒤안쪽으로 움직여, 온도가 증가하여 미시시피악어의 호흡수가 증가했을 때의 호기에 기여했다.